# Elizaveta Levina
Elizaveta (Liza) Levina é uma estatística matemática russa-estadunidense. É Vijay Nair Collegiate Professor of Statistics da Universidade de Michigan, conhecida por seu trabalho em estatística de alta dimensão, incluindo estimativa de covariância, modelos probabilísticos gráficos, análise de redes sociais e estatística não paramétrica.

## Biografia acadêmica
Levina completou sua graduação em matemática na Universidade Estatal de São Petersburgo, Rússia, em 1994. Após obter um mestrado em matemática na Universidade de Utah em 1997, obteve um Ph.D. em estatística em 2002 na Universidade da Califórnia em Berkeley, orientada por Peter John Bickel, com a tese Statistical Issues in Texture Analysis.
Após completar o doutorado em 2002 Levina passou a integrar a faculdade do Departamento de Estatística da Universidade de Michigan. Foi promovida a professora associada em 2009 e full professor em 2014.
Foi palestrante convidada do Congresso Internacional de Matemáticos no Rio de Janeiro (2018).